# 余绳武
余绳武（1926年5月7日—2009年9月27日），江苏扬州人，中国近代中外关系史专家，中国人民政治协商会议第七、八届全国委员会委员。2009年9月27日逝世，享年83岁。

## 生平
余绳武生于江苏扬州，后与父母前往北平。小学就读于清华大学附属成志小学。抗日战争爆发后，随父母前往昆明，先后在求实中学、天南中学、同济大学附中完成中学学习。1943年，进入西南联合大学经济系学习，1945年转入历史系。余绳武进入学校后，致力于学习世界历史，先后选修过十余门西洋史课程。抗战结束后，转入清华大学历史系，1948年毕业。1948年10月考入清华研究院，1951年进入中国科学院（现中国社会科学院）近代史研究所工作，1952年从清华研究院毕业。1978年，中国社会科学院近代史研究所成立，余绳武任第二研究室首任主任。1979年晋升为研究员，任近代史研究所副所长。1982年至1988年任近代史研究所所长。硕士博士生导师。2006年，成为中国社会科学院荣誉学部委员。2009年9月27日在北京逝世，享年83岁。

## 出版物
主要著作（包括合著）有《帝国主义侵华史》、《台湾历史概述》、《沙俄侵华史》（1—4卷）、《十九世纪的香港》、《二十世纪的香港》、《割占香港岛》。
论文：《1858年以前美籍传教士在中国的侵略活动》、《读卿汝辑〈美国侵华史〉第二卷》、《辛亥革命时期帝国主义列强的侵华政策》、《殖民主义思想残余是中西关系史研究的障碍》、《近代中缅北段未定界问题的由来》、《从〈字林西报〉看英商对中日甲午战争的反应》、《十九世纪中叶外国资本主义侵略者掠卖中国人口的罪行》、《历史不容歪曲——关于中俄尼布楚条约的几个问题》等。